# NGC 507
NGC 507 é uma galáxia elíptica (E-S0) localizada na direcção da constelação de Pisces. Possui uma declinação de +33° 15' 24" e uma ascensão recta de 1 horas, 23 minutos e 40,0 segundos.
A galáxia NGC 507 foi descoberta em 12 de Setembro de 1784 por William Herschel.